# نشر شباویز
نشر شباویز یک مؤسسه انتشاراتی چاپ و نشر کتاب می‌باشد که از سال ۱۳۶۳ مشغول به فعالیت است. نشر شباویز، از معدود ناشران ایرانی است که در زمینه تصویرگری کتاب کودک تجربه‌های طراز جهانی دارد و فریده خلعتبری، مدیر این انتشاراتی، داور چندین نمایشگاه و جشنواره معتبر بین‌المللی بوده‌است. این انتشاراتی، در عرصه بین‌الملل موفق به دریافت جایزهٔ افق‌های تازه بولونیا برای ۴ مرتبه و همین‌طور جوایز دیگری همچون الماس داوینچی، برترین پدیدآورندهٔ محتوا در جهان، برترین سهم در نوآوری و فناوری در جهان و جایزهٔ سقراط و دیپلم افتخار نمایشگاه بلگراد گردیده‌است که آخرین عنوان را برای ۲ مرتبه کسب کرده‌است.

## حضور در نمایشگاه‌های جهانی
نشر شباویز حضور مستمر و پویایی در نمایشگاه‌های جهانی دارد و در نمایشگاه سال ۲۰۱۶ بولونیا، این مؤسسه بالغ بر ۱۰۰ عنوان کتاب را ارائه نموده‌است. مؤسسه نمایشگاه‌های فرهنگی ایران که به نمایندگی از نشر جمهوری اسلامی ایران و به عنوان مهمان ویژه در بیست و هشتمین دوره نمایشگاه کتاب مسکو حضور داشت نیز از عرضه ۳۷۷ عنوان کتاب توسط انتشارات شباویز در غرفهٔ ایران خبر داد. خلعتبری، مدیر نشر شباویز در عین حال، از گروه‌های دولتی فعال در این زمینه بسیار گلایه‌مند است.
نمایشگاه کلینگزپور فرانکفورت که از سال ۱۹۵۶ به‌طور سالانه برگزار می‌شود و برترین کتاب‌های تصویرگری‌شده برای کودکان را از سراسر جهان، در موزه کلینگزپور در منطقه آفن‌باخ شهر فرانکفورت به نمایش می‌گذارد، در شصت و سومین نمایشگاه کتاب‌های تصویرگری سالن ویژه‌ای را به انتشارات شباویز از ایران اختصاص داد

## افتخارات
برخی از کتابهای انتشارات شباویز جایزه‌های متعدد تصویرگری از شاخص‌ترین نمایشگاه‌های دنیا را از آن خود کرده و مدیر این انتشاراتی هم داوری دو نمایشگاه بزرگ تتریوی ایتالیا و بلگراد را عهده‌دار شده‌است. نشر شباویز همچنین نمایندگی ملی «بنیاد هنر کتاب‌آرایی آلمان» از سال ۲۰۰۸ را عهده‌دار شده‌است. جایزه جهانی «سهم برجسته در نوآوری و فناوری» در سال ۲۰۱۳–۲۰۱۴ نیز از طرف جمعیت بین‌المللی دانشوران برتر به انتشارات شباویز اعطا شد.